# 베를린 노면전차

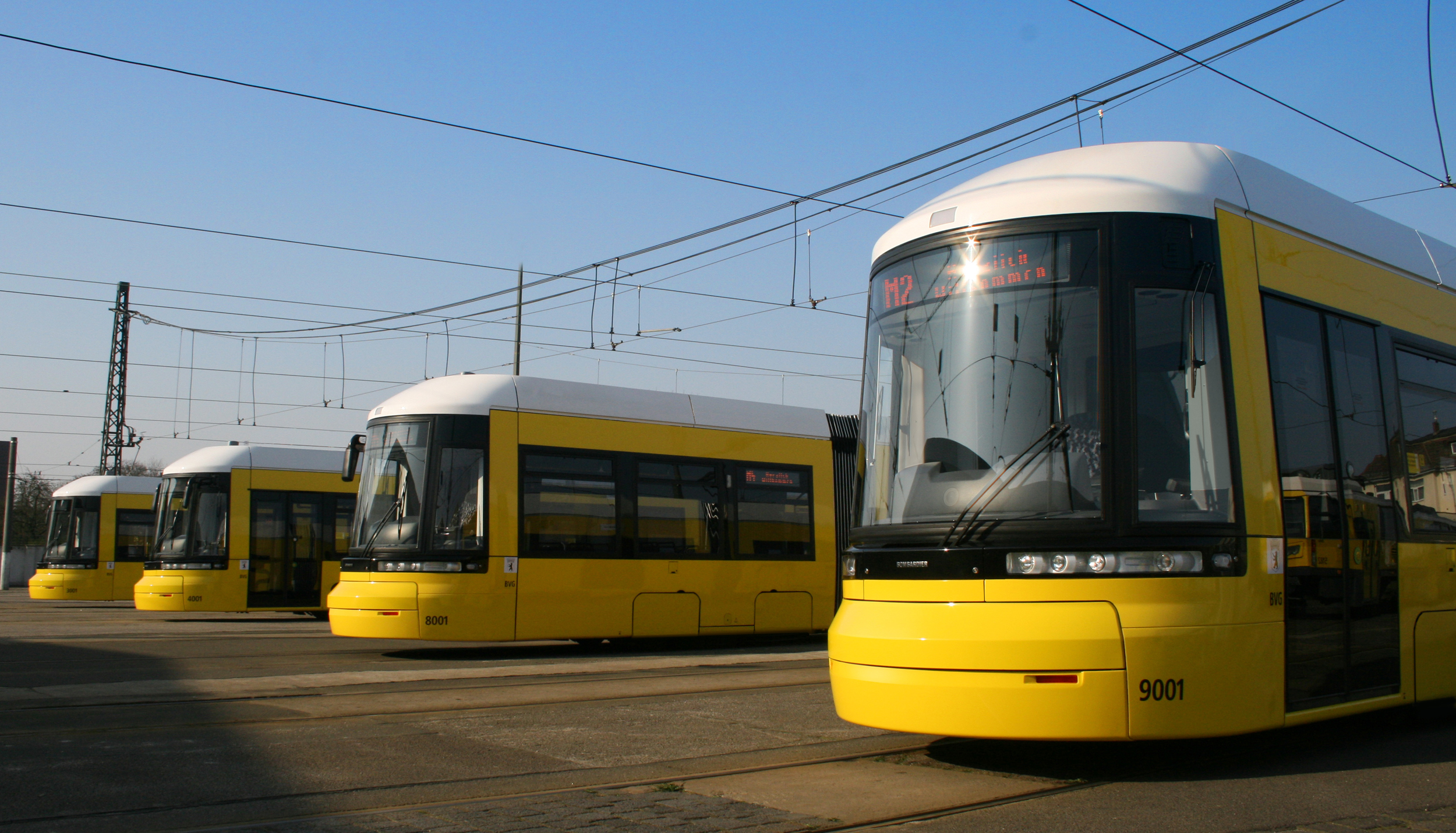
베를린 노면전차

베를린 노면전차(독일어: Straßenbahn Berlin 슈트라센반 베를린[*])은 독일 베를린에서 운행되는 노면전차 망이다. 베를린 트램은 세계에서 가장 오래된 노면 전차 망 중 하나이며, 1865년에 시작되었다. 1929년부터는 베를린교통공사에 의해 운행이 이루어지고 있다. 운행 계통은 22개가 있으며, 노선은 191.6km에 이른다. 9개의 계통에서는 24시간 운행이 이루어지며, 계통 번호 앞에 'M'이 있다.
현재까지 남아있는 노선은 구 동베를린 지역에 있고 구 서베를린의 노선은 버스로 대체되고 있다. 베를린 교통 회사가 관리하는 노선 외에도 베를린 동부에는 사철이 운영하는 노면전차 노선이 3개 있으며 베를린 남서쪽에 인접한 포츠담에서 독립적인 노면전차 망이 존재하고있다.